# Zofia Staszkowska
Zofia Staszkowska z d. Żabska, secundo voto Trapszo pseud. Romanowicz (ur. 18 lutego 1872 w Warszawie, zm. 24 marca 1918 tamże) – polska aktorka teatralna.

## Życiorys
Aktorstwa uczyła się pod kierunkiem Anastazego Trapszy i Aleksandry Rakiewicz. Debiutowała najprawdopodobniej w 1888 na deskach Warszawskich Teatrach Rządowych pod pseudonimem Romanowicz, nie otrzymała jednak stałego angażu. W kolejnych latach występowała w Kaliszu (ok. 1890), Łodzi (1890-1894, 1895-1896), Krakowie (1894), Warszawie (1894 - teatr Wodewil, 1896 - teatr w warszawskim Cyrku, 1900 - Teatr Ludowy), Piotrkowie Trybunalskim (1895) oraz była członkinią zespołu Adolfiny Zimajer, z którym występowała m.in. w Odessie i Charkowie (1898). Ok. 1890 roku wyszła za mąż za aktora Władysława Staszkowskiego (rozwód ok. 1910) i zaczęła używać jego nazwiska. Od 1900 roku występowała głównie w Warszawie, próbując swoich sił w Warszawskich Teatrach Rządowych (ponownie bez angażu), następnie w Teatrach: Ludowym (do 1906 roku), Nowym Teatrze Polskim (1906), Małym (1906-1912) oraz Artystycznym (1911). W tym czasie, w 1910 roku wyszła za mąż za Marcelego Trapszo i zaczęła występować jako Trapszo-Staszkowska, a następnie Trapszowa. W 1912 roku otrzymała angaż do sekcji dramatycznej WTR, gdzie występowała do końca życia.